# Red Bull Air Race World Series seizoen 2015

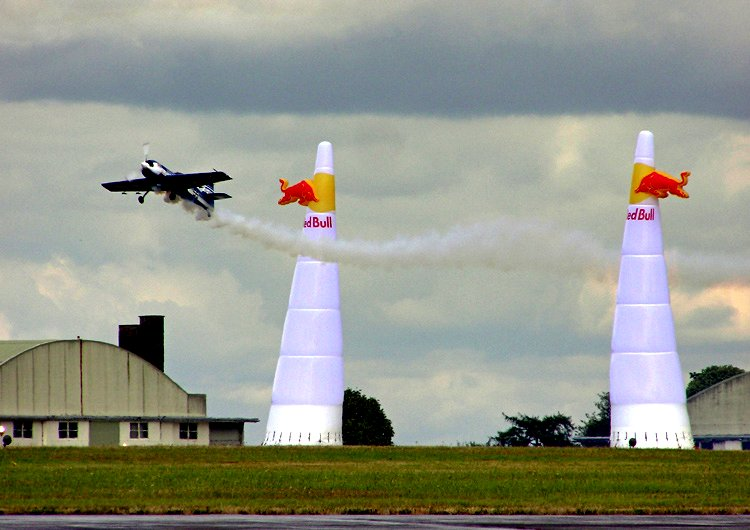
Red Bull Air Race

Het seizoen 2015 van de Red Bull Air Race World Series was het tiende Red Bull Air Race World Series-seizoen. Er werden acht wedstrijden gehouden.

## Kalender
| 2015 Red Bull Air Race World Series | 2015 Red Bull Air Race World Series         | 2015 Red Bull Air Race World Series | 2015 Red Bull Air Race World Series |
| Ronde                               | Locatie                                     | Datum                               |                                     |
| ----------------------------------- | ------------------------------------------- | ----------------------------------- | ----------------------------------- |
| 1                                   | Abu Dhabi                                   | 13 - 14 februari                    |                                     |
| 2                                   | Chiba                                       | 16 - 17 mei                         |                                     |
| 3                                   | Sotsji                                      | 30 - 31 mei                         |                                     |
| 4                                   | Boedapest                                   | 4 - 5 juli                          |                                     |
| 5                                   | Ascot Racecourse, Ascot                     | 15 - 16 augustus                    |                                     |
| 6                                   | Red Bull Ring, Spielberg                    | 5 - 6 september                     |                                     |
| 7                                   | Texas Motor Speedway, Fort Worth, Texas     | 26 - 27 september                   |                                     |
| 8                                   | Las Vegas Motor Speedway, Las Vegas, Nevada | 17 - 18 oktober                     |                                     |

## Uitslagen

### Master Class
| Winnaar | Tweede | Derde | Punten gescoord | Geen punten gescoord | DQ = Gedisqualificeerd | NG = Niet gestart | NF = Niet gefinisht | TP = Technische problemen |

| 2015 Red Bull Air Race World Series Uitslagen en Stand | 2015 Red Bull Air Race World Series Uitslagen en Stand | 2015 Red Bull Air Race World Series Uitslagen en Stand | 2015 Red Bull Air Race World Series Uitslagen en Stand | 2015 Red Bull Air Race World Series Uitslagen en Stand | 2015 Red Bull Air Race World Series Uitslagen en Stand | 2015 Red Bull Air Race World Series Uitslagen en Stand | 2015 Red Bull Air Race World Series Uitslagen en Stand | 2015 Red Bull Air Race World Series Uitslagen en Stand | 2015 Red Bull Air Race World Series Uitslagen en Stand | 2015 Red Bull Air Race World Series Uitslagen en Stand |
| Positie                                                | Piloot                                                 | UAE                                                    | JPN                                                    | RUS                                                    | HUN                                                    | GBR                                                    | AUT                                                    | USA                                                    | USA                                                    | Aantal Punten                                          |
| ------------------------------------------------------ | ------------------------------------------------------ | ------------------------------------------------------ | ------------------------------------------------------ | ------------------------------------------------------ | ------------------------------------------------------ | ------------------------------------------------------ | ------------------------------------------------------ | ------------------------------------------------------ | ------------------------------------------------------ | ------------------------------------------------------ |
| 1                                                      | Paul Bonhomme                                          | 1*                                                     | 1                                                      | 8*                                                     | 2                                                      | 1*                                                     | 2*                                                     | 1                                                      | 2                                                      | 76                                                     |
| 2                                                      | Matt Hall                                              | 2                                                      | 2                                                      | 3                                                      | 5*                                                     | 2                                                      | 1                                                      | 2                                                      | 1                                                      | 71                                                     |
| 3                                                      | Hannes Arch                                            | 4                                                      | 11                                                     | 1                                                      | 1                                                      | 8                                                      | 13                                                     | 10                                                     | 5                                                      | 34                                                     |
| 4                                                      | Martin Šonka                                           | 10                                                     | 10                                                     | 2                                                      | 3                                                      | 7                                                      | 4                                                      | 4                                                      | 8                                                      | 29                                                     |
| 5                                                      | Matthias Dolderer                                      | 9                                                      | 3                                                      | 6                                                      | 7                                                      | 10                                                     | 6                                                      | 5*                                                     | 3                                                      | 26                                                     |
| 6                                                      | Yoshihide Muroya                                       | 6                                                      | 8                                                      | 10                                                     | 9                                                      | 3                                                      | 10                                                     | 3                                                      | 4*                                                     | 23                                                     |
| 7                                                      | Nigel Lamb                                             | 5                                                      | 5                                                      | 5                                                      | 8                                                      | 5                                                      | 12                                                     | 6                                                      | 10                                                     | 20                                                     |
| 8                                                      | Pete McLeod                                            | 3                                                      | 12                                                     | 7                                                      | 4                                                      | 13                                                     | 5                                                      | 8                                                      | 11                                                     | 19                                                     |
| 9                                                      | Nicolas Ivanoff                                        | 8                                                      | 4*                                                     | 9                                                      | 14                                                     | 4                                                      | 9                                                      | 7                                                      | 7                                                      | 15                                                     |
| 10                                                     | Michael Goulian                                        | 12                                                     | 6                                                      | 4                                                      | 11                                                     | 9                                                      | 7                                                      | 9                                                      | 6                                                      | 13                                                     |
| 11                                                     | Kirby Chambliss                                        | NG                                                     | 7                                                      | 11                                                     | 10                                                     | 12                                                     | 3                                                      | 11                                                     | 12                                                     | 9                                                      |
| 12                                                     | Peter Besenyei                                         | 7                                                      | 13                                                     | 12                                                     | 6                                                      | 6                                                      | 8                                                      | 12                                                     | 13                                                     | 9                                                      |
| 13                                                     | Juan Velarde                                           | 13                                                     | 9                                                      | 13                                                     | 13                                                     | 11                                                     | 11                                                     | 13                                                     | 9                                                      | 0                                                      |
| 14                                                     | François Le Vot                                        | 11                                                     | 14                                                     | 14                                                     | 12                                                     | 14                                                     | DSQ                                                    | 14                                                     | 14                                                     | 0                                                      |

* De piloot vloog de snelste tijd in de kwalificatie. In Oostenrijk werd de kwalificatie vanwege slecht weer afgelast en werd de tussenstand in het kampioenschap gebruikt om de startlijst te bepalen.

### Challenger Class
De piloten moeten deelnemen aan ten minste drie evenementen, waarbij de beste drie resultaten meetellen voor het kampioenschap.
| Winnaar | Tweede | Derde | Punten gescoord | Geen punten gescoord | DQ = Gedisqualificeerd | NG = Niet gestart | NF = Niet gefinisht | TP = Technische problemen |

| 2015 Red Bull Air Race World Series Uitslagen en Stand | 2015 Red Bull Air Race World Series Uitslagen en Stand | 2015 Red Bull Air Race World Series Uitslagen en Stand | 2015 Red Bull Air Race World Series Uitslagen en Stand | 2015 Red Bull Air Race World Series Uitslagen en Stand | 2015 Red Bull Air Race World Series Uitslagen en Stand | 2015 Red Bull Air Race World Series Uitslagen en Stand | 2015 Red Bull Air Race World Series Uitslagen en Stand | 2015 Red Bull Air Race World Series Uitslagen en Stand | 2015 Red Bull Air Race World Series Uitslagen en Stand | 2015 Red Bull Air Race World Series Uitslagen en Stand |
| Positie                                                | Piloot                                                 | UAE                                                    | JPN                                                    | RUS                                                    | HUN                                                    | GBR                                                    | AUT                                                    | USA                                                    | Drop                                                   | Aantal Punten                                          |
| ------------------------------------------------------ | ------------------------------------------------------ | ------------------------------------------------------ | ------------------------------------------------------ | ------------------------------------------------------ | ------------------------------------------------------ | ------------------------------------------------------ | ------------------------------------------------------ | ------------------------------------------------------ | ------------------------------------------------------ | ------------------------------------------------------ |
| 1                                                      | Mikaël Brageot                                         | 3                                                      |                                                        | 2                                                      | 2                                                      |                                                        | 1                                                      | 1                                                      | 14                                                     | 28                                                     |
| 2                                                      | Daniel Ryfa                                            | 5                                                      | 2                                                      | 1                                                      | 1                                                      | 3                                                      | 3                                                      |                                                        | 14                                                     | 28                                                     |
| 3                                                      | Petr Kopfstein                                         | 2                                                      | 1                                                      |                                                        | 4                                                      | 1                                                      | 2                                                      | 6                                                      | 12                                                     | 28                                                     |
| 4                                                      | Cristian Bolton                                        | 1                                                      | 3                                                      | 3                                                      | 5                                                      | 2                                                      |                                                        | 4                                                      | 12                                                     | 24                                                     |
| 5                                                      | Peter Podlunšek                                        |                                                        | 6                                                      | 4                                                      | 3                                                      | 4                                                      | 4                                                      | 2                                                      | 8                                                      | 18                                                     |
| 6                                                      | Florian Berger                                         | 4                                                      | 4                                                      |                                                        | 6                                                      | 5                                                      | 5                                                      | 3                                                      | 4                                                      | 14                                                     |
| 7                                                      | Francis Barros                                         | DSQ                                                    | 5                                                      | 5                                                      |                                                        | 6                                                      | 6                                                      | 5                                                      |                                                        | 6                                                      |

#### Finale
Bij het laatste evenement van het seizoen in Las Vegas nam de top 6 van het kampioenschap deel aan een race om de kampioen van de Challenger Class te bepalen.
| # | Piloot          | Tijd     |
| - | --------------- | -------- |
| 1 | Mikaël Brageot  | 1:00.521 |
| 2 | Peter Podlunšek | 1:00.556 |
| 3 | Cristian Bolton | 1:00.920 |
| 4 | Petr Kopfstein  | 1:02.117 |
| 5 | Florian Berger  | 1:02.255 |
| 6 | Daniel Ryfa     | 1:02.459 |